# 張文 (成化辛丑進士)
張文（1450年—？），字道顯，河南河南衛右所軍籍，直隸巢縣人，明朝政治人物。

## 生平
河南鄉試第二十名舉人。成化十七年（1481年）中式辛丑科會試第八十八名，三甲第一百六十二名進士。授行人，二十三年五月选授试監察御史，弘治三年（1490年）巡按浙江，五年巡按陕西，因將陕西左布政使王衡考察署为不謹，王衡知道后怨愤，遂奏张文数事，双方以互相攻讦，皆下錦衣衛监狱，七年（1494年）六月王衡革职为民，李鸾降四级，张文降三级俱调外任，降调贵州布政司照磨。

## 家族
曾祖張玉林；祖父張義；父張旺，母鄭氏。具庆下。